# Charles de Canolles de Lescours
Pour les articles homonymes, voir Lescours.
Jean-Charles de Canolle, marquis de Lescours, né le 14 avril 1739 au château de Lescours près de Saint-Sulpice, mort le 6 mars 1796, est un général de brigade de la Révolution française.

## États de service
Il entre en service le 15 décembre 1753 comme lieutenant en second au régiment du Roi, il est nommé lieutenant le 6 juin 1758. Le 31 mai 1761, il reçoit son brevet de capitaine, puis il passe colonel le 4 août 1770 au Régiment des Grenadiers de France. Le 13 mars 1771, il est fait chevalier de Saint-Louis.
Le 4 août 1771, il est affecté au régiment provincial de Tours, et le 18 avril 1776, il rejoint comme colonel en second le régiment de Foix. Il est mis à la retraite le 29 décembre 1777.
Remis en activité, il est promu général de brigade le 1er mars 1791, et le 26 octobre 1792, il est suspendu de ses fonctions et autorisé à prendre sa retraite le 22 septembre 1793.

## Sources
- (en) « Generals Who Served in the French Army during the Period 1789 - 1814 : Eberle to Exelmans »
- Georges Six, Dictionnaire biographique des généraux & amiraux français de la Révolution et de l'Empire (1792-1814), éd. 1934.
- Étienne Charavay, Correspondance générale de Carnot, tome 2, imprimerie Nationale, 1884, p. 411.
- Nobiliaire de Guienne et de Gascogne par Henri Gabriel Ogilvy, Pierre Jules de Bourrousse de Laffore, éd 1858.
- Alex Mazas, Histoire de l'ordre royal et Militaire de Saint-Louis depuis son institution, jusqu'en 1830, t. 1, Paris, Firmin Didot frères, 1860, p. 602.